# ألين جاكوبس
ألين جاكوبس (بالإنجليزية: Allen Jacobs)‏ هو لاعب كرة قدم أمريكية أمريكي، ولد في 19 مايو 1941 في لوس أنجلوس في الولايات المتحدة، وتوفي في 22 أبريل 2014.